# Barbada de Barbades

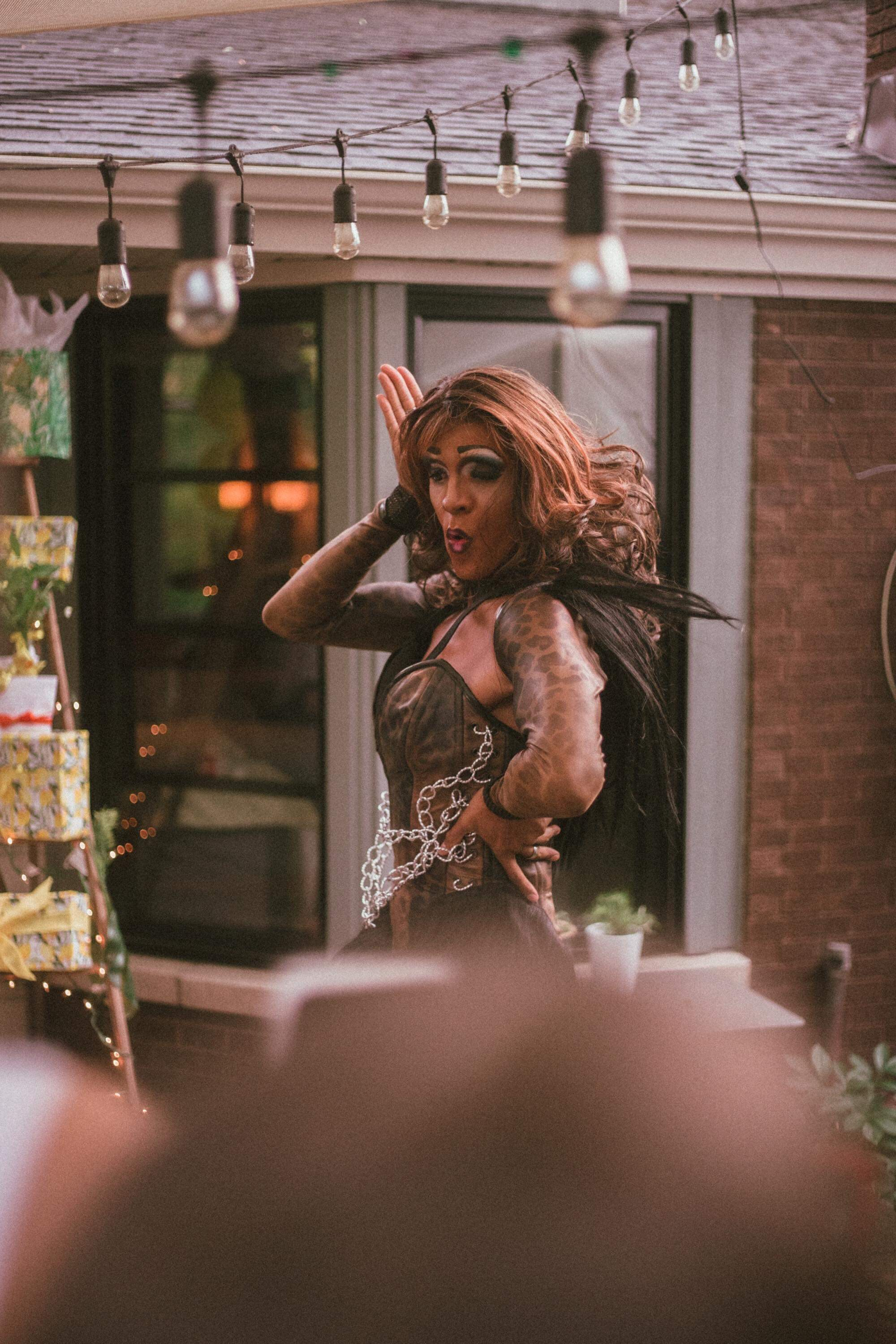
Barbada de Barbades en spectacle

Sébastien Potvin, connu sous son nom de scène de drag queen Barbada de Barbades, est une personnalité de la communauté LGBT au Québec. Il a commencé sa carrière le 5 février 2005 lors du Concours de Drag Queen, Star Search, du Cabaret Mado,. Barbada travaille principalement à Montréal au Cabaret Mado, au Bar Le Cocktail et au Cabaret le Drague de la Ville de Québec.

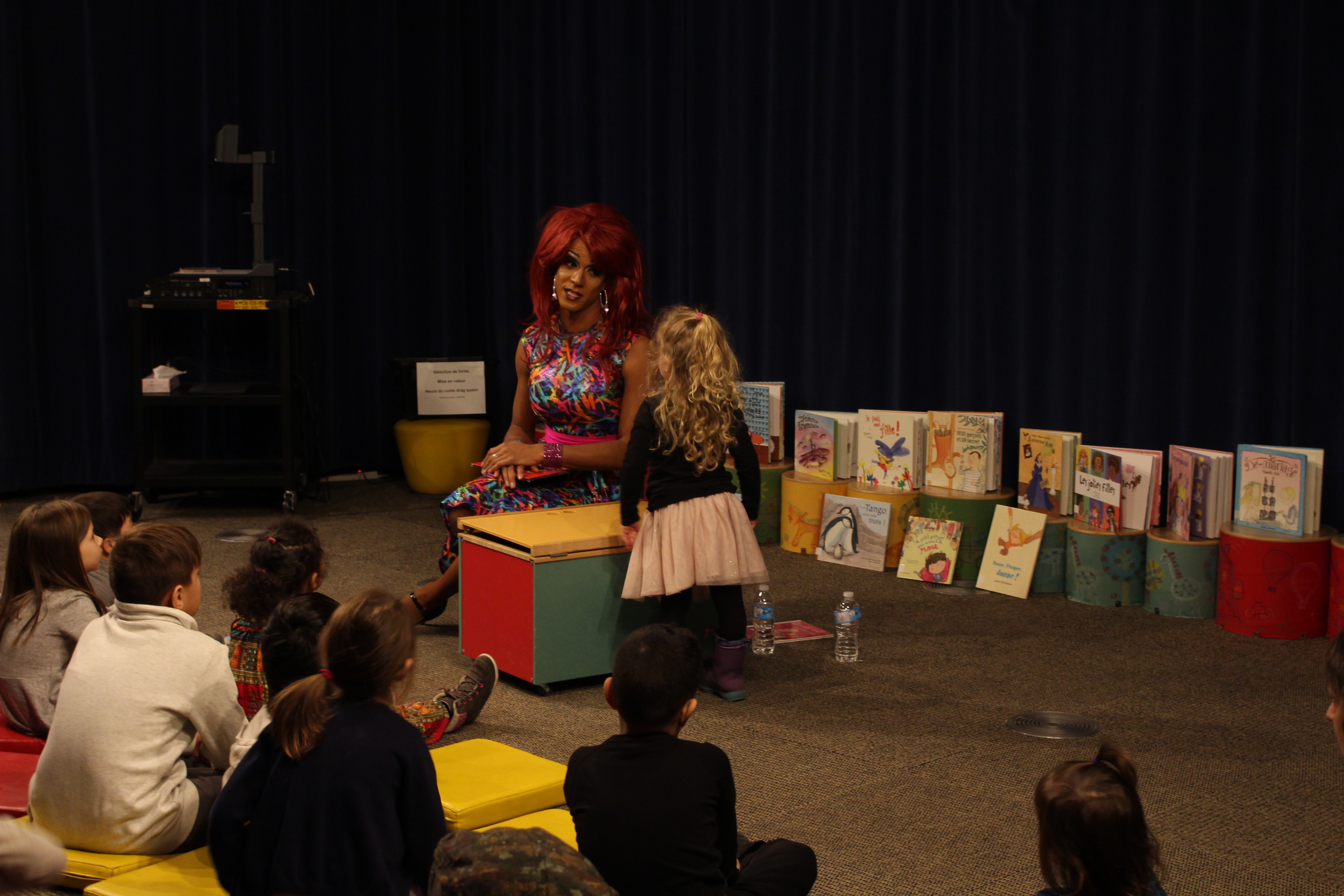
Barbada de Barbades à l'heure du conte avec une drag queen à Bibliothèque et Archives nationales du Québec.

## Débuts
Après avoir dansé pendant près de trois ans pour des drag queens, Potvin crée le personnage de Barbada lors de sa participation au concours Star Search en 2005. Le nom de son personnage fait référence à son père, qu’il n’a jamais connu et qui vient de la Barbade.

## Concours
Barbada, au cours de sa carrière, a participé à trois concours. Son premier concours était le concours Star Search du Cabaret Mado en 2005 où elle était éliminée dès le premier tour. L'année suivante, elle s'inscrit de nouveau à Star Search et cette fois-ci elle est couronnée gagnante. En 2017, elle gagne le concours inaugural de Mx Fierté Canada Pride, qui était présenté pour la première fois par Fierté Montréal lors des festivités du festival inaugural Fierté Canada Pride.
En août 2020, pour Fierté Montréal 360, Barbada a animé la soirée de dévoilement des finalistes et du gagnant du concours de création littéraire de Fierté Littéraire, Le cabaret littéraire C'est l'amour, genres!

## Heures du conte avec drag queen

### Fierté Montréal 2016
En août 2016, dans le cadre de la Journée des enfants de Fierté Montréal 2016, Barbada de Barbades organise avec le bibliothécaire en études LGBTQ+, Michael David Miller, de la Bibliothèque de l'Université McGill une journée de contes pour démystifier l'amour qui se retrouve à l'extérieur de la norme sociale et donner une occasion aux personnes présentes d'apprendre davantage sur l'art de drag queen

### Bibliothèque et Archives nationales du Québec
Le 27 octobre 2017 a vu l'entrée des drag queens dans les bibliothèques québécoises. Barbada a été invitée à animer une heure du conte à la Grande Bibliothèque de Bibliothèque et Archives nationales du Québec (BAnQ), à l'Espace Jeunes. Cette activité a lieu à nouveau le 11 août 2018, le 21 octobre 2018 et le 17 août 2019. Les histoires parlent de diversité, de différence et d’acceptation, mais l’objectif principal est de pousser les jeunes à aimer la lecture.

### Controverse
Le 2 avril 2023, la ville de Sainte-Catherine est forcé de déplacer une séance de l'Heure du conte dû à une manifestation contre l'événement. Le nouveau lieu de l’activité aurait seulement été divulgué aux familles inscrites dans le but d’éviter les conflits.

## Filmographie
En 2017, elle fait partie d'un documentaire intitulé Ils de jour, Elles de nuit diffusé sur ICI ARTV par Radio-Canada, une série québécoise qui suit les vies quotidiennes de trois drag queens expérimentées et trois drag queens débutantes.